# León Duarte
Pour les articles homonymes, voir Duarte.
León Gualberto Duarte Luján, surnommé « El Loco », né le 25 avril 1928 à Montevideo, était un militant syndicaliste et libertaire uruguayen et un dirigeant du Parti pour la victoire du peuple (PVP). Il a disparu à Buenos Aires le 13 juillet 1976 victime de la « guerre sale » menée par les dictatures latino-américaines.

## Activité politique et syndicale
En 1957, il est élu secrétaire général du Syndicat de la FUNSA où il travaille. En tant que militant syndicaliste, il participe dès ses débuts à la construction d'une centrale ouvrière unifiée, en 1956 avec la Commission de coordination pour une centrale unique (Comisión Coordinadora pro Central Única), qui se concrétise en 1961 avec la constitution de la Centrale des travailleurs d'Uruguay (Central de Trabajadores del Uruguay, CTU) qui débouche finalement en 1964 sur la fondation d'un organisme de coordination étendu : la Convention nationale des travailleurs (Convención Nacional de Trabajadores, CNT).
C'est également un militant politique d'opinion anarchiste, militant à la Fédération anarchiste uruguayenne (FAU). Face à la mise en place de la dictature en Uruguay, il accompagne également la fondation de l'organisation de lutte de la FAU : la Résistance Ouvrière-Étudiante (ROE) aux côtés de Washington Pérez.

## Arrestation, détention et disparition
Avec le durcissement de la dictature, León Duarte, comme de nombreux militants uruguayens de gauche, se réfugie en Argentine pour échapper à la répression. Le 13 juillet 1976, León Duarte a disparu à Buenos Aires. Il a été arrêté aux côtés de Sergio López et d'Ana Quadros dans un bar situé dans la rue San Juan. De là, il a été transféré dans un centre clandestin de détention tenu par l'armée uruguayenne bien que situé à Buenos Aires, le centre clandestin Automotores Orletti, localisé au croisement des rues Emilio Lamarca et Venancio Flores, dans le quartier de Floresta. Certains de ses compagnons de détention, ont affirmé l'y avoir vu, mais il n'est jamais réapparu vivant.
León Duarte fait partie des militants assassinés par les militaires, « disparus » sans laisser de trace, dans le cadre du « plan Condor ».

## Sources
- Dictionnaire international des militants anarchistes, DUARTE León, « El LOCO », 23 janvier 2013.

## Liens connexes
- Anarchisme en Uruguay
- Dictature militaire de l'Uruguay
- « Desaparecidos »